# 田中研
田中 研（たなか けん、1986年 - ）は、日本の歌手、タレント。東京都出身。2024年現在、ニチエンプロダクションに所属し、アンサンブル・コノハのメンバーも務める。東京藝術大学声楽科卒業。

## 経歴
卒業後は劇伴のコーラスや演奏活動、歌唱指導員、タレント活動などマルチに活躍している。2019年よりBS日テレ「コーポレートファイル」レポーターを務める。QVCにも多数出演。

## 趣味・特技
スキューバダイビング・絶対音感・ピアノ・イラスト・裁縫・書道

## 資格
色彩検定2級・BSACｵｰｼｬﾝﾀﾞｲﾊﾞｰﾗｲｾﾝｽ